# Norths Chess Club
Norths Chess Club – australijski klub szachowy z siedzibą w Sydney.

## Historia
Klub został założony w 1908 roku pod nazwą Chatswood Chess Club. Pierwszym przewodniczącym był C. N. Blackhouse, a pierwszym mistrzem klubowym – H. Edmunds. Członkami klubu byli m.in. Max Illingworth, John Purdy, Terrey Shaw, Anton Smirnov i Lajos Steiner. W 1988 roku klub rozpoczął wydawanie swojego biuletynu.
Klub był organizatorem m.in. mistrzostw Oceanii i turnieju Australian Open.